# William Gibson's Alien 3
«William Gibson's Alien 3» (укр. «Чужий 3» Вільяма Ґібсона) — офіційна комікс-адаптація оригінального військово науково-фантастичного сценарію з елементами жахів до фільму Чужий 3, написаного Вільямом Ґібсоном.
Публікувалась видавництвом «Dark Horse Comics» з 14 листопада 2018 року по 27 березня 2019 року. 6 серпня 2019 року була опублікована збірка усіх 5-и випусків історії.

## Сюжет
Після смертельних подій фільму «Чужі» космічний корабель "Сулако", що перевозить сплячі тіла Ріплі, Гікса, Ньюта і Бішопа, перехоплюється "Союзом прогресивних народів". Але сили "СПН" не очікують ще одного смертельно небезпечного пасажира, який ось-ось розв'яже хаос між двома урядовими титанами, які мають намір розробити остаточну зброю масового знищення для холодної війни.

## Історія
Перший варіант сценарію до фільму «Чужий 3» (1992) Вільям Ґібсон написав восени-взимку 1987 року. Задум виявився занадто масштабним, студія була не готова до таких великих витрат, тому у січні 1988 року Ґібсон спішно переписав сценарій. Однак і ця версія теж не влаштувала продюсерів. Потім почався запланований страйк голлівудських сценаристів, а коли через пів року розробка фільму відновилась, Вільям Ґібсон вже працював над сценарієм до іншого фільму — «Джонні-Мнемонік» (1995).
«Чужі» (1986), друга частина кіносерії франшизи, була натхненна війною у В'єтнамі, то «Чужий 3» у свій час мав черпати натхнення з холодної війни. Але такий тон не сподобався продюсерам франшизи, і через кілька переписувань сценарію Ґібсон вирішив відмовитися від подальшої сценарної роботи над фільмом. У підсумку третя частина, знята Девідом Фінчером у 1992 році, була провальною: стрічку розгромили як фанати, так і критики; а сам Фінчер пізніше навіть зізнавався, що й сам ненавидить фільм, навіть більше, ніж будь-хто інший.
«Чужий 3» Вільяма Ґібсона, одного із засновників жанру кіберпанк, так і не дістався до великих екранів. Але вийшов у форматі коміксу, через декілька десятків років.

## Критика
| Агрегатори  | Оцінка       | Дж.   |
| ----------- | ------------ | ----- |
| Google Play | 4.6/5 зірок  | [ 5 ] |
| ComiXology  | 4/5 зірок    | [ 6 ] |
| Amazon.com  | 3.9/5 зірок  | [ 7 ] |
| Goodreads   | 3.16/5 зірок | [ 8 ] |

"Dark Horse подарувало нам найбільш проґавлену історію науково-фантастичного світу у вигляді легендарного і запаморочливого сценарію до третього фільму культової франшизи від кіберпанківського літературного гіганта Вільяма Ґібсона." -Outright Geekery